# スギ科
スギ科（スギか、学名：Taxodiaceae）は、裸子植物門マツ綱マツ目の植物で、北米、東アジア、オーストラリアのタスマニアに10属14〜16種が知られている。 現在ではヒノキ科内に統合されることが多く、スギ亜科などの亜科に分類されている。また、かつてはコウヤマキもスギ科コウヤマキ属としていたが現在では独立したコウヤマキ科となった。 本科の内7属は単型の属である。
スギ科植物の花粉はヒトにアレルギーを起こすことで知られ、日本では毎年開花期に多くのヒトに花粉症が発症し、社会問題となっている。

## 分類
（旧スギ科の）
属：
- Athrotaxis アスロタクシス属
  - A. cupressoides
  - A. laxifolia
  - A. selaginoides
- Cryptomeria スギ属
  - C. japonica スギ（杉）
- Cunninghamia コウヨウザン属（クニングハミア属）
  - C. lanceolata コウヨウザン（広葉杉）
  - C. chaneyi
- Glyptostrobus スイショウ属（水松属、グリプトストローブス属）
- Taxodium ヌマスギ属（タクソディウム属）
  - T. ascendens
  - T. distichum ラクウショウ（落羽松）
  - T. mucronatum
- Metasequoia メタセコイア(アケボノスギ)属
  - メタセコイア(アケボノスギ)
- Sequoia セコイア属
  - セコイア
- Sequoiadendron セコイアデンドロン属
  - セコイアデンドロン
- Taiwania タイワニア属
  - タイワンスギ
- Scuadopitys コウヤマキ属 → 現在はコウヤマキ科

## スギ亜科
- ヒノキ科
  - Taxodioideae スギ亜科:
    - Taxodium ヌマスギ属 - ヌマスギ（沼杉／ラクウショウ、落羽松）
    - Glyptostrobus スイショウ属 - スイショウ（水松）
    - Cryptomeria スギ属 - スギ（杉）